# میدوی، شهرستان بیکر، مینه‌سوتا
میدوی (به انگلیسی: Midway) یک منطقهٔ مسکونی در ایالات متحده آمریکا است که در Runeberg Township واقع شده‌است. میدوی ۱۰ نفر جمعیت دارد و ۴۶۵٫۱۳ متر بالاتر از سطح دریا واقع شده‌است.